# Codrington (Barbuda)
Codrington est un village d'Antigua-et-Barbuda. Il se trouve sur l'île de Barbuda, île dont il constitue l'unique localité. Le village fut nommé en l'honneur de Christopher Codrington, soldat britannique.
En 2011, le village abritait 1 638 habitants. Il y a une minuscule église et quelques modestes cases entourées de jardinets.
Le village possède un aérodrome.
Ce village se trouve en Amérique.